# Broteochactas niemeyerae
Espèce
Broteochactas niemeyerae est une espèce de scorpions de la famille des Chactidae.

## Distribution
Cette espèce est endémique d'Amazonas au Brésil. Elle se rencontre vers Barcelos dans le bassin du rio Negro.

## Description
Le mâle holotype mesure 39,6 mm et la femelle paratype 41,0 mm.

## Étymologie
Cette espèce est nommée en l'honneur de Helianne de Niemeyer.

## Publication originale
- Lourenço, Ponce de Leão Giupponi & Pedroso, 2011 : New species of Chactidae (Scorpiones) from the upper Rio Negro in Brazilian Amazonia. Boletin de la Sociedad Entomológica Aragonesa, vol. 49, p. 65-73 (texte intégral).